# Frisinga
Frisinga, en alemán Freising (del latín Frisinga), es una localidad ubicada al norte de la ciudad bávara de Múnich, en Alemania, con una superficie de 88,61 km², una altitud media de 448 metros y una población total de 45 223 habitantes en 2010. A solo 10 km del Aeropuerto Internacional de Múnich, Frisinga presume de ser una de las ciudades con menor índice de paro de Alemania, debido al gran número de personas de esta ciudad que trabajan en el aeropuerto. Se encuentra a orillas del río Isar, a unos 30 kilómetros al norte de Múnich. 
Frisinga es además sede de la cervecería más antigua del mundo, fundada en el año 1040 por los monjes benedictinos con el nombre de cervecería Weihenstephan. Además, fue en esta misma ciudad donde el duque Guillermo IV de Baviera dictó la ley de pureza de la cerveza, en la que se prohibía a los cerveceros emplear otros ingredientes que no fueran cebada, lúpulo y agua en la producción de cerveza.

## Historia

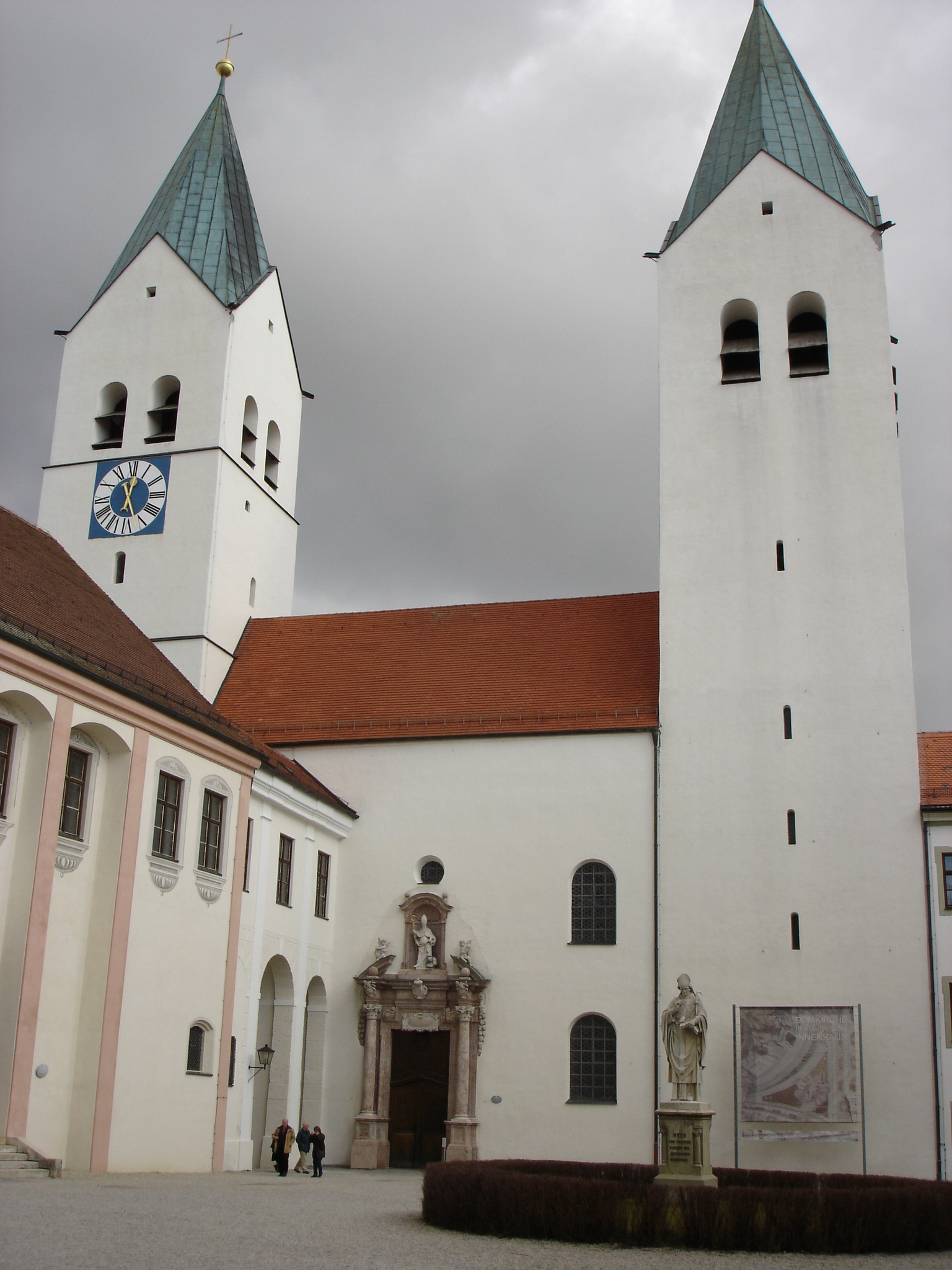
Catedral de Frisinga.

Aunque los hallazgos arqueológicos muestran que la zona estuvo poblada en la Edad del Bronce, no se han encontrado pruebas que sugieran un asentamiento continuo hasta la Frigisinga del siglo VIII. San Corbiniano se asentó en un santuario que ya existía en Frisinga en 724. Fue el precursor de la diócesis de Frisinga, establecida tras su muerte por San Bonifacio. De acuerdo a su Vita por el obispo Arbeo, ordenó a un oso llevar su equipaje por los Alpes después de que el oso matara a su animal de carga. El oso ensillado es todavía el símbolo de la ciudad y se muestra en el escudo de armas. Aunque la sede de la diócesis se trasladó a Múnich en 1821, Frisinga ha seguido siendo la sede de la administración de la diócesis hasta hoy.
Entre 764 y 783, el obispo Arbeo fundó una biblioteca y un scriptorium en la abadía. El asentamiento empezó a convertirse en un centro religioso. Se dice que, en 834, los restos mortales del papa Alejandro I se trasladaron a Frisinga.
En 996 Frisinga recibe los derechos de ciudad del emperador Otón III. Sin embargo, tras la «(...) destrucción del puente episcopal, aduanas, ceca y salinas cerca de Oberföhring por el Duque Enrique el León, que trasladó las aduanas y la ubicación del puente a la parte alta de Oberföhring, situándolos en la población de Múnich en el Isar», en 1158, Frisinga empezó a perder su importancia económica. En 1159 se construyó la catedral románica, con una notable columna de animal en la cripta.
En la secularización de 1803, la Iglesia católica perdió la mayoría de sus propiedades y autoridad en la ciudad. Desde 1946 hasta 1951, el futuro papa Benedicto XVI estudió Teología católica y filosofía en la Universidad de Teología y Filosofía de Frisinga.